# Zoltán Gyimesi
Zoltán Gyimesi (Kecskemét, 31 marzo 1977) è uno scacchista ungherese.
Ha ottenuto il titolo di Maestro Internazionale nel 1992, e di Grande Maestro nel 1996.

## Principali risultati
Ha vinto il campionato ungherese nel 2005.
Con la nazionale ungherese ha preso parte a 4 olimpiadi degli scacchi dal 1998 al 2006, realizzando +11 =18 -4 (60,9%). Nelle olimpiadi di Bled 2002 ha vinto la medaglia d'argento di squadra.
Nel 2004 si classificò =1°-6° nell'Open di Cappelle la Grande in Francia (4° per spareggio tecnico, vinse Evgenij Naer). Nel 2005 vinse a Cork il campionato open dell'Unione europea con 8,5 /10 (ex aequo con Mateusz Bartel) e il campionato europeo rapid a Varsavia, battendo nella finale il veterano Viktor Korchnoi.
Gyimesi è anche un forte giocatore di Sudoku, vincitore del campionato nazionale ungherese.
Ha raggiunto il suo massimo rating Elo in luglio 2012, con 2.674 punti. È indicato come inattivo dalla FIDE dall'agosto 2012.